# Jan Berg
Jan Berg (Molde, 14 maggio 1965) è un ex calciatore norvegese, di ruolo centrocampista.

## Biografia
Anche suo fratello Odd Berg è stato calciatore professionista nel Molde, club di cui suo nipote materno Daniel Berg Hestad detiene il record di presenze. Suo cognato (e padre di Daniel) Stein Olav Hestad è stato anch'egli calciatore della stessa società.

## Carriera

### Club
Berg iniziò la carriera con la maglia del Molde, nel 1982. Vi giocò fino al 1988, anno in cui si trasferì all'Elche. Dopo una sola stagione in squadra, passò al Rayo Vallecano, per poi tornare al Molde. Chiuse la carriera nel 1995.

### Nazionale
Berg giocò 23 partite per la Norvegia. Esordì il 13 novembre 1982, nella sconfitta per 1-0 contro il Kuwait.

## Palmarès

### Club

#### Competizioni nazionali
- Coppa di Norvegia: 1

Molde: 1994